# Joseph Wulff
Alois Joseph Wulff, auch Josef Wulff (* getauft 9. August 1770 in Poppelsdorf; † 23. Oktober 1833 in Recklinghausen) war ein deutscher Jurist und Bürgermeister.

## Leben
Joseph Wulff studierte Rechtswissenschaften und wurde 1793 Sachverwalter bei der obersten Landesjustiz und Verwaltungsbehörde von Kurköln in Bonn. Angesichts der im Ersten Koalitionskrieg vorrückenden französischen Truppen wurde die kurkölnische Regierung 1794 nach Recklinghausen verlegt, wo er fortan wirkte.
1808 wurde Wulff zum Bürgermeister von Recklinghausen gewählt, von 1811 bis 1833 war er der erste hauptberufliche Bürgermeister der Stadt. Von 1820 bis 1825 führte er die Recklinghäuser Ortschronik.
1822 war er Mitglied der Vertrauensmännerkommission, die der preußische König nach Berlin einberufen hatte, um über das Allgemeine Gesetz wegen Anordnung der Provinzialstände vom 5. Juni 1823 zu beraten. 1826 wurde er Mitglied des ersten Provinziallandtags der Provinz Westfalen für den Wahlbezirk Ost-Münster und die Stadt Recklinghausen.
Joseph Wulff wurde auf dem Alten Friedhof am Lohtor in Recklinghausen begraben.

## Ehrungen
Die Josef-Wulff-Straße in Recklinghausen ist nach ihm benannt.